# アバディーン (サウスダコタ州)
アバディーン（英: Aberdeen）は、アメリカ合衆国サウスダコタ州の北中部ブラウン郡の都市であり、同郡の郡庁所在地である。州都ピアの北東約125マイル (200 km) に位置し、1882年に自治体化された。2000年国勢調査による人口は24,658 人、2010年では26,091人と5.8％増加した。州内で3番目に人口の多い都市である。地元新聞は「ジ・アメリカン・ニューズ」である。市内にはノーザン州立大学とプレゼンテーション・カレッジがある。
アバディーンは、ブラウン郡とエドマンズ郡の全てを含むアバディーン小都市圏の主要都市である。都市圏人口は39,827人である。

## 歴史

### 開拓
アバディーン市すなわちブラウン郡にヨーロッパ人開拓者が入る前、およそ1700年から1879年まではスー族インディアンがこの地域に住んでいた。1820年代にコーカサス人毛皮交易商が初めて現れて交易基地を築き、1830年代半ばまで交易が続けられた。この地域の最初の「開拓者」はアリカラ族インディアンであり、その後他の部族も加わることになった。
コーカサス人開拓者の集団が現在のブラウン郡に入ったとき、その集団は人間が4人、馬3頭、ラバ2頭、牛15頭および荷車2両に過ぎなかった。翌春には別の集団も加わり、現在サウスダコタ州コロンビアとなっている地域に次から次と移民が到着し始めた。この町は1879年6月15日に設立された。
開拓者の大半はコーカサス人であり、続いてインディアンが多かった。この傾向は今日でも続いている。

### 町の創設
アバディーンは、アメリカ合衆国中西部の多くの町と同様、新に進展してくる鉄道の沿線に建設された。アバディーンが初めて公式に町を建設する場所として指定されたのは1881年1月3日のことであり、シカゴ・ミルウォーキー・アンド・セントポール鉄道、略してミルウォーキー鉄道のミネアポリス事務所監督官チャールズ・プライアーが指揮し、政治家のアレクサンダー・ミッチェルが監督していた。プライアーの上司であるミッチェルはスコットランドのアバディーンで生まれていたので、これに因んで町の名前が付けられた。アバディーンの町の正式な設立日は1881年7月6日であり、これはミルウォーキー鉄道が初めて到着した日だった。その後ダコタ準州議会によって1883年3月に市制の認可がなされ、市として運営されるようになった。
アバディーンの町が成長するにつれて、メインストリート沿いに多くの事業用など建物が建設された。しかしこのことはアバディーンの特徴ある地形のために問題になってきた。アバディーンは「蛙の池にある町」と呼ばれるようになった。当初この特徴ある状態は、あまり雨が降らなかったので新しく建設される建物にも問題にならなかった。しかし市民はこの問題が以下に不都合なものになるかを理解するようになった。乾期の間、蛙の池は何の問題もなく、気にも留められなかったが、激しい雨が降ると池が出現してメインストリートの建物全ての基底部を水浸しにし、多くの事業家や家屋所有者を困らせることになった。町には洪水になったときに全体を乾燥させるために使う蒸気駆動のポンプが小さなもの1台しか無かったので、乾燥が終わるまでに何日も、数週間とは言わないまでもそれに近くの時間を要した。その間にまた雨が降ればまた洪水が起こり、せっかく乾燥させた基底部も水で溢れた。水が引くと雨が運んできた泥の処理をする必要もあった。被圧力式の溝を掘ることにしたのが1882年のことであり、後に改良されてアルトワ式井戸に発展し、激しい雨と戦い、基底部を洪水から守るようになった。市の技師達が設計したアルトワ式井戸は洪水を防ぎ水の供給システムを作るように工夫されたとしても、事態はその通りには進まなかった。井戸を掘っているときに、地下水脈の水の圧力が強大であり、そこから噴き出した水でメインストリートは所によって深さ4フィート (1.2 m) まで水に浸かった。技師達は当初計画の誤りに気付き、直ぐに井戸に締め切り弁を付けて水流を制御し、初めて上水供給の施設ができた。
1886年までにこの新しい町には3つの鉄道会社が停車駅を築いていた。これら3線が交差することで、アバディーンは「ダコタの中継都市」として知られるようになった。アバディーンの町を上空から見た場合、鉄道の線路がハブ部を中心として車輪のスポークのように延びていたので、この渾名がついた。この鉄道3線の存在でアバディーンが成長することになったが、今日でも残っている鉄道はバーリントン・ノーザン・サンタフェ鉄道の1線のみとなっている。

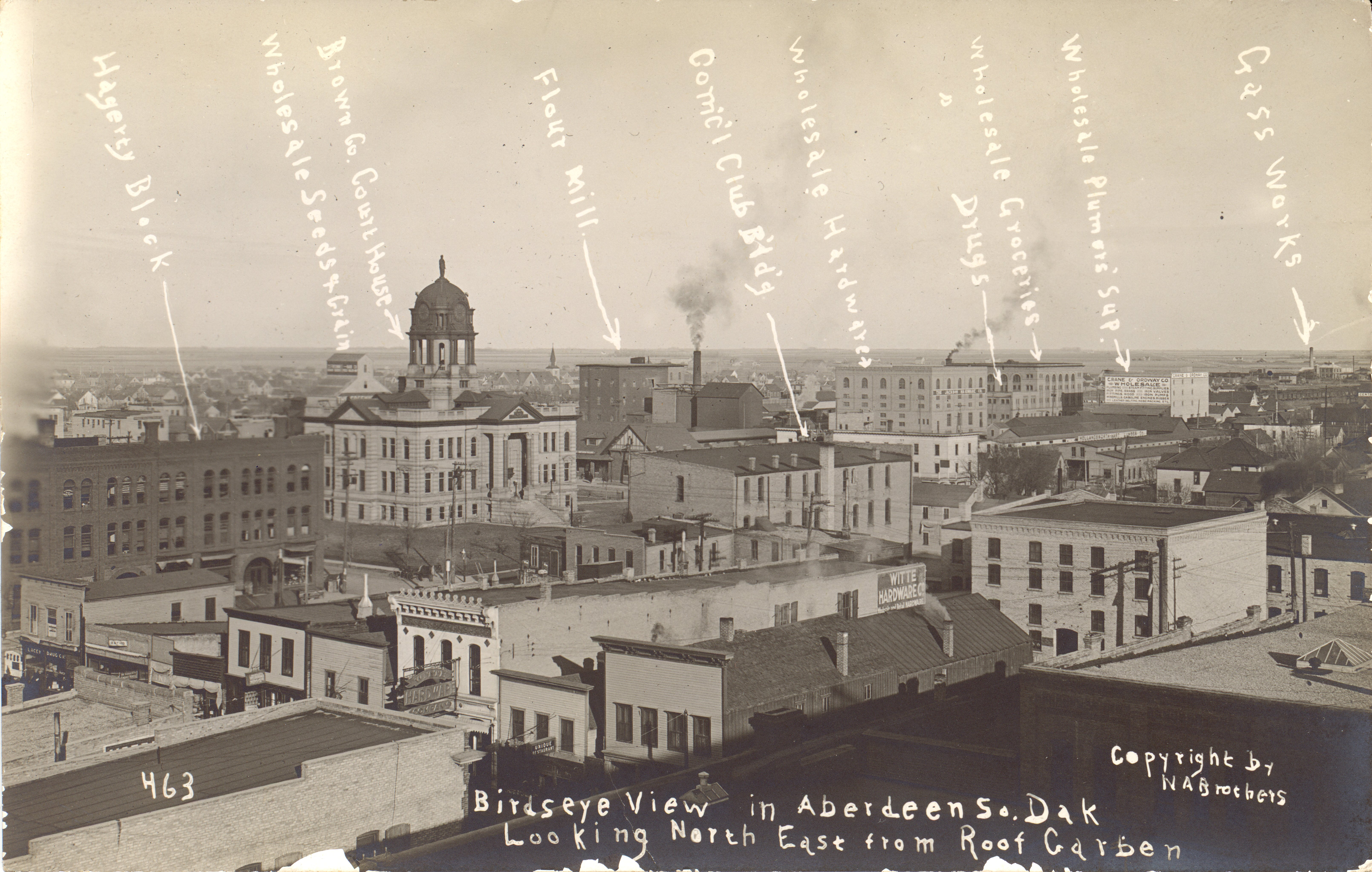
1910年のアバディーン中心街

1900年国勢調査に拠れば、アバディーンの人口は4,087人だった。これが1910年には10,752人となり。増加率は163％にもなった。1920年には5万人に達するのではないかと予測された。しかしそうはならず、人口は間もなく減少を始めた。2006年時点の推計人口は24,071人であり、2000年とくらべて2.4％の増加である。アバディーンの市民はこの人口衰退を若年人口の流出と老齢人口の増加のせいにしている。
アバディーン市はブラウン郡の郡庁所在地である。しかし当初の郡庁所在地はコロンビアだった。鉄道が建設されていた当時、当時の郡庁所在地だったコロンビアを通って鉄道が敷かれる計画だった。この噂が広まると、投機のためにコロンビア周辺の土地価格が騰貴した。鉄道会社が線路敷設のための土地を買おうとすると、土地価格が上がっていたために計画を変更し、アバディーンを通る経路に変更された。しかし、アバディーンが1881年に町になると、どの町を郡庁所在地にすべきかという議論が持ち上がって1890年まで続いた。1889年に新に制定されたサウスダコタ州憲法では、問題のある郡庁所在地が当初多数決で決定されたものでなければ、住民投票によってそれを動かすことができるとされていた。住民投票の結果はアバディーンが唯一無二の郡庁所在地であると決せられ、全ての証拠書類はアバディーンの裁判所に移された。この郡庁所在地論争の間に、記録類はコロンビアの裁判所から一旦アバディーンの裁判所（1886年から1887年に建設）に移され、それがまたコロンビアに戻されて、果てしなく移動が続くように見えていた。この移動は2つの町から夜間の襲撃によって行われるのが通常だった。

### 2007年5月の洪水
2007年5月4日金曜日朝に始まり6日日曜日朝まで48時間に降り続いた雨量は9.12インチ (232 mm) にもなった。この雨で通りは洪水となり、短時間通行不能となった。多くの家屋も被害を受けた。嵐から2週間のうちに300以上の世帯が災害救援部局に援助を申し込んだ。5月25日までに104軒が被災状況を届出、このうち47軒が生活不能を宣言した。アバディーンを含むブラウン郡は災害地域に指定された。

## 地理と気候
アバディーンはサウスダコタ州の北東部、ジェームズ川流域で川の西11マイル (18 km) に位置し、座標は北緯45度27分53秒 西経98度28分11秒 / 北緯45.46472度 西経98.46972度である。ジェームズ川はサウスダコタ州の北東部ブラウン郡で州内に入り、そこにダムが造られて、アバディーンの北東には2つの貯水池ができている。アバディーン市内は流れの緩やかなモカシン・クリークで2つに分けられており、このクリークは南から北東に転じてジェームズ川に入る。
アメリカ合衆国国勢調査局によれば、市域全面積は13.0平方マイル (33.7 km2)、このうち陸地は13.0平方マイル (33.6 km2)、水域は0.1平方マイル (0.2 km2)、水域率は0.54%である。
| アバディーンの気候                       | アバディーンの気候 | アバディーンの気候 | アバディーンの気候 | アバディーンの気候 | アバディーンの気候 | アバディーンの気候 | アバディーンの気候 | アバディーンの気候 | アバディーンの気候 | アバディーンの気候 | アバディーンの気候 | アバディーンの気候 | アバディーンの気候 |
| 月                                       | 1月                | 2月                | 3月                | 4月                | 5月                | 6月                | 7月                | 8月                | 9月                | 10月               | 11月               | 12月               | 年                 |
| ---------------------------------------- | ------------------ | ------------------ | ------------------ | ------------------ | ------------------ | ------------------ | ------------------ | ------------------ | ------------------ | ------------------ | ------------------ | ------------------ | ------------------ |
| 最高気温記録 °C （°F）                   | 16 (60)            | 17 (62)            | 28 (82)            | 37 (98)            | 36 (96)            | 44 (112)           | 47 (117)           | 49 (120)           | 42 (108)           | 36 (96)            | 26 (78)            | 17 (62)            | 49 (120)           |
| 平均最高気温 °C （°F）                   | −5.9 (21.4)        | −1.9 (28.5)        | 4.6 (40.2)         | 14.1 (57.4)        | 21.2 (70.2)        | 25.9 (78.7)        | 29.3 (84.7)        | 28.6 (83.5)        | 22.8 (73.0)        | 15.1 (59.2)        | 3.8 (38.8)         | −3.5 (25.7)        | 12.8 (55.1)        |
| 平均最低気温 °C （°F）                   | −17.4 (0.6)        | −12.9 (8.8)        | −6 (21.2)          | 0.8 (33.4)         | 7.6 (45.6)         | 12.7 (54.8)        | 15.4 (59.7)        | 14.1 (57.4)        | 8.1 (46.5)         | 1.3 (34.4)         | −6.8 (19.7)        | −14.3 (6.3)        | 0.2 (32.4)         |
| 最低気温記録 °C （°F）                   | −37 (−35)          | −43 (−45)          | −36 (−32)          | −19 (−2)           | −11 (13)           | 1 (33)             | 4 (39)             | 0 (32)             | −7 (20)            | −13 (8)            | −33 (−27)          | −39 (−39)          | −43 (−45)          |
| 降水量 mm （inch）                       | 12.2 (0.48)        | 12.2 (0.48)        | 34 (1.34)          | 46.5 (1.83)        | 68.3 (2.69)        | 88.6 (3.49)        | 74.2 (2.92)        | 61.5 (2.42)        | 46 (1.81)          | 41.4 (1.63)        | 19 (0.75)          | 9.7 (0.38)         | 513.6 (20.22)      |
| 出典：USTravelWeather.com April 28, 2010 |                    |                    |                    |                    |                    |                    |                    |                    |                    |                    |                    |                    |                    |

## 人口動態
以下は2006年の国勢調査推計による人口統計データである。
| 基礎データ - 人口: 24,658人 - 世帯数: 10,553世帯 - 家族数: 6,184家族 - 人口密度: 734.4人/km2（1,902.1人/mi2） - 住居数: 11,259軒 - 住居密度: 335.3軒/km2（868.5軒/mi2） 人種別人口構成 - 白人: 94.61% - アフリカン・アメリカン: 0.37% - ネイティブ・アメリカン: 3.17% - アジア人: 0.54% - 太平洋諸島系: 0.13% - その他の人種: 0.19% - 混血: 0.99% - ヒスパニック・ラテン系: 0.79% 出身国別構成 - ドイツ系: 53.7% - ノルウェー系: 15.0% - アイルランド系: 8.5% 年齢別人口構成 - 18歳未満: 21.8% - 18-24歳: 14.1% - 25-44歳: 26.4% - 45-64歳: 20.4% - 65歳以上: 17.2% - 年齢の中央値: 36歳 - 性比（女性100人あたり男性の人口） - 総人口: 89.2 - 18歳以上: 85.3 | 世帯と家族（対世帯数） - 18歳未満の子供がいる: 27.3% - 結婚・同居している夫婦: 47.0% - 未婚・離婚・死別女性が世帯主: 8.9% - 非家族世帯: 41.4% - 単身世帯: 34.9% - 65歳以上の老人1人暮らし: 13.6% - 平均構成人数 - 世帯: 2.21人 - 家族: 2.86人 収入と家計 - 収入の中央値 - 世帯: 33,276米ドル - 家族: 43,882米ドル - 性別 - 男性: 30,355米ドル - 女性: 20,092米ドル - 人口1人あたり収入: 17,923米ドル - 貧困線以下 - 対人口: 10.5% - 対家族数: 7.6% - 18歳以下: 10.6% - 65歳以上: 10.1% |

## 教育

### 公立学校
アバディーン教育学区には小学校5校、中学校2校、高校1校がある。学区内には ハブ地域工科学校 とオルタナティブ教育を行う中学と高校がある。
2006年から2007年の学校年度で生徒数は3,650人だった。1学級あたり生徒数は20人台の低い方である。入学者数の増加や近代化計画によって、1929年に建てられていたサイモンズ中学校は解体を伴う大きな改装が加えられ、新しい教室やカフェテリアが加えられた。

### 宗教系学校
アバディーンにはカトリック教系のロンカリ高校、無宗派の アバディーン・クリスチャン学校 および トリニティ・ルーテル教会学校 など宗教系学校がある。

### 特別プログラム
サウスダコタ州視覚障害者学校はサウスダコタ州理事会の管轄下にある特殊学校である。

### 高等教育

#### ノーザン州立大学
ノーザン州立大学は1889年創立の公立大学であり、キャンパスは72エーカー (0.3 km2)、2006年から2007年の学校年度で学生数2,528人である。学生と教員の比は19:1となっていた。
ノーザン州立大学は当初インスティチュート・オブ・サウスダコタと呼ばれ、1901年にはノーザン師範工業学校と改名していた。1939年にはノーザン州立教員カレッジとなり、1964年にノーザン州立カレッジ、1989年に現在のノーザン州立大学となった。
ノーザン州立大学は38の専攻と42の副専攻があり、学士を得た後に更なる研究を望む学生には9つの修士課程がある。

#### プレゼンテーション・カレッジ
プレゼンテーション・カレッジはカトリック教系のカレッジであり、キャンパスは100エーカー (0.4 km2) ある。2006年春学期では800人の学生がいた。アバディーンの主キャンパスと州内にある他のキャンパスの間で26のプログラムがある。与えられる学位は健康医療に関するものである。学生と教員の比は12:1である。

## 健康管理
アバディーンにある主要病院は アベラ・セントルーク病院 である。地域内にはアベラ・マザージョセフ・メイナー、メイナーケアなど幾つかの看護施設がある

## 芸術と文化
アバディーン地域には幾つかの文化組織がある。
アバディーン地域芸術委員会が小さな月刊紙『ARTiFACTS』を発行しており、地域の行事情報を掲載している。
アバディーン・コミュニティ劇団は1979年に創立され、中心街のキャピトル劇場で公演している。キャピトル劇場はまず1926年に建設され、1991年にアバディーン・コミュニティ劇団に寄贈された。それ以降この歴史ある劇場を改修し保存するために963,000ドル以上が遣われた。今日、アバディーン・コミュニティ劇団は毎年5つの演し物と3つの青年用作品を演じている。
ノーザン州立大学演劇部は学校年の間に幾つかの公演を行っている。
芸術作品共同組合は芸術家達と協業して画廊での展示などでその作品を市場に出す動きを行っている。組合は芸術家達の作品を販売し、芸術家同士のコミュニケーションや大衆の関心に関連して芸術家達の利益に繋がる環境を提供している。
アバディーン市内には4つの画廊がある。すなわちプレゼンテーション・カレッジのウェイン画廊、ノーザン州立大学のリンカーン画廊、アバディーン・レクリエーション文化センター画廊およびレイクウッド・モールにある芸術作品共同組合画廊である。

## メディア
アバディーン市内の日刊紙は1885年にC・W・スターリングとポール・ウェアが発刊した「アバディーン・アメリカン・ニューズ」である。聴取できるラジオ局はAMが3局、FMが9局ある。視聴できるテレビ局は全国ネットワークの系列局4局がある。

## スポーツとレクリエーション

### 家族水上センター
2007年夏に完成した家族水上センターには幼児用プール、競泳用プール、流水プール、多くのウォータースライド、砂場および飲食店街が入っている。

### テニス
アバディーン市内にはメルガード公園に4面、ノーザン州立大学に12面およびホルゲイト中学校に8面、合計24面の公営テニスコートがある。

### ゴルフ
アバディーン市内には、リー公園市営ゴルフコース、モカシン・クリーク・カントリークラブおよびローリングヒルズ・カントリークラブという3つのゴルフコースがある。リー公園とモカシン・クリークは18ホールのコースであり、ローリングヒルズは9ホールのコースと住宅開発を組み合わせたものであり、2005年にオープンした。

### スケートボードとローラーブレイド
イースト・メルガード道路と17番アベニューSEの間のメルガード公園にスケート公園がある。この施設にはクォーターパイプ、半円錐形のペナルティボックス、バンクランプ、スパイン、キンクトレイルおよびグランドレイルがある。

### ディスクゴルフ
市内にはクーナート樹木園とリッチモンド湖ディスクゴルフコースに2つのディスクゴルフコースがある。

### リッチモンド湖レクリエーション地域
リッチモンド湖レクリエーション地域あらゆる種類のアウトドア活動に利用されている。3つの区画があり、キャンプ、水泳、自然観察、ボートおよび釣りを楽しむことができる。南地区ではキャンピング、広さ200エーカー (0.8 km2) の森林ドライブ地区では自然観察が行われている。ボート・ランプ地区では広さ1,000エーカー (4 km2) 以上の湖がある。

#### キャンピングとキャビン
リッチモンド湖レクリエーション地域の小さなキャンプ場では静かなキャンピング環境がある。車椅子で利用できるキャビンもある。

#### トレイル
公園内には総延長10マイル (16 km) のトレイルがあり、ハイカー、自転車乗りおよび乗馬者が豊富なプレーリーの植物や野生動物と間近に接することができる。

#### ボート
公園内には多くの民営と公営のボート乗り場や、釣り船乗り場がある。リッチモンド湖にはウォールアイ、カワカマス、バス、スズキ、クラッピー、ブルーギル、ナマズ、ブルヘッドが生息している。湖と公園自体には入場料が必要である。

### ワイリー公園レクリエーション地域
ワイリー公園レクリエーション地域には、ゴーカートレース場、ビーチバレーコート、ワイリー湖、キャンプ場、ピクニック場があり、ストーリーブックランドに繋がっている。ワイリー湖は小さな人造湖であり、夏季に水泳、湖浜での日光浴、パドルボートなどが楽しめる。

### ストーリーブックランド
ストーリーブックランドは子供用絵本からヒントを得た施設がある。城が1つ、公園内を移動できる鉄道が1線ある。ペット動物を収容する納屋が2つある。ライマン・フランク・ボームの『オズの魔法使い』の登場人物を登場させる「ランド・オブ・オズ」が新しく追加された。ボームは1880年代にアバディーンに住んでいたが、編集していた新聞が失敗した後で町を離れた。

### マイナーリーグベースボール
アバディーンは1920年以降マイナーリーグベースボールの3つのチームが本拠地にしていた。クラスDのアバディーン・ブースターズは1920年に試合を行い、やはりクラスDのアバディーン・グレイズは1921年から1923年まで、クラスCのアバディーン・フェザンツは1946年から1971年までと1995年から1997年まで試合を行った。フェザンツは元セントルイス・ブラウンズ（現ボルチモア・オリオールズ）の傘下だった。アバディーンからワールドシリーズで完全試合を達成したドン・ラーセン、カンザスシティ・ロイヤルズで1969年の新人王になったルー・ピネラ、ボルチモア・オリオールズからアメリカ野球殿堂入りしたジム・パーマーなど著名選手が育った。

## 宗教
アバディーンには多くのキリスト教教会があるが、他の宗教の礼拝所は少ない。ローマ・カトリック教、バプテスト教会、ルーテル教会およびメソジスト教会が幾つかあり、シナゴーグも1つある。

## 地方政府
アバディーンはブラウン郡政の中心である。市政は市長かつシティマネジャーおよび8人の委員からなる市政委員会が監督している。市政委員は5年任期である。郡政は5人のコミッショナーが監督している。コミッショナーの任期は5年である。ブラウン郡の庁舎には事務官・判事、郡監査官、埋め立て事務所、登記官、郡財務官、検察医、救急対応事務所、高規格道路監督、福祉事務所、州検察などが入っている。ブラウン郡からの州上院議員は2人、下院議員は4人を選出しており、次の改選は2010年である。
2008年にマイク・ラウンズ州知事がアバディーンをサウスダコタ州2008年のコミュニティに指定した。

## 経済

### 主要な雇用主
- アベラ・セントルーク病院: 従業員数1,500人以上
- アバディーン公共教育学区: 同650人
- 3M: 同402人
- ウィンダム・ワールドワイド: 同400人
- ウェルズ・ファーゴ・オートファイナンス: 同450人
- ハブシティ: 同339人
- サウスダコタ小麦生産組合: 同310人
- ノーザン州立大学: 同298人
- ケスラーズ: 同260人
- ミッドステイツ印刷/クォリティ・クイック印刷:  同300人

### スーパー8モーテル
スーパー8モーテルは1972年にデニス・ブラウンとロン・リベットが設立したモーテル紹介システムであり、1973年にフランチャイズ組織に代わった。最初のスーパー8モーテルは1974年にアバディーンにオープンした60室のものであり、今日でもスーパー8アバディーン・イーストとして営業している。

## 交通

### 航空
アバディーン地域空港には現在デルタ・コネクションが就航している。一年の大半でサーブ 340機を使うが、10月には多くのキジ狩猟者が利用するために、ボンバルディアCRJ200機をつかってミネアポリス・セントポール国際空港への便がある。

### 道路
アバディーン市にはノースダコタ州境からネブラスカ州境まで南北に走るアメリカ国道281号線と、サウスダコタ州北部からミネソタ州境に向かい、そこからノースダコタ州南西部に入るアメリカ国道12号線が走っている。アメリカ国道12号線は市内の6番アベニューサウスという大通りである。アメリカ国道281号線は最近市内西部を回るバイパスとして再配置された。アメリカ国道12号線にも南に抜けるバイパス道が建設中である。

### 地域交通

#### タクシー
アバディーン・タクシーが市内で一般タクシーを運営している。アバディーン・シャトルは一般タクシーと共に空港へのシャトルバスを運行している。

#### バス
ジェファーソン・ラインズがアバディーンとスーフォールズ、ノースダコタ州ファーゴおよびミネアポリスとを繋ぐバス便を運航している。

#### レンタカー
市内には、ハーツ、エイビス、ペイレスおよびトヨタのレンタカー会社がある。ハーツとエイビスはターミナル内にあり、ペイレスはアバディーン・フライング・サービスにある。トヨタは空港向かいのハーモーターズにある。

#### 列車
BNSF鉄道がアバディーンを通って貨物や穀物を運んでいる。

## 見どころ
- ワイリー公園
- ストーリーブックランド テーマパーク
- ブラウン郡祭 毎年8月に開催
- クーナート植物園
- ダコタ・プレーリー博物館
- サンダーロード

## 著名な住人
- ブルース・ベイリー、実験映画制作者、キャニオン・シネマ設立者の一人
- ライマン・フランク・ボーム、小説家、『オズの魔法使い』
- ジョン・カカバス、ハリウッドの映画音楽作曲家
- トム・ダシュル、元アメリカ合衆国上院議員、上院院内総務
- ジャスティン・デュークシャー、メジャーリーグベースボール選手、オークランド・アスレチックス
- トマス・ダン、アーリー・ミュージック復活に貢献した指揮者
- テリー・フランコーナ、ボストン・レッドソックスの監督
- マティルダ・ジョスリン・ゲージ、女性参政権運動家、インディアン社会運動家、奴隷制度廃止運動家、自由思想家、著作家
- メアリー・グランドプレ、イラストレーター
- ジョセフ・ハンセン、ミステリー作家
- チャールズ・N・ヘレイド、サウスダコタ州知事
- ジョシュ・ヒューペル、アメリカンフットボール選手、オクラホマ大学スーナーズ
- デビッド・C・ジョーンズ]アメリカ空軍の将軍、 統合参謀本部元議長
- ロランド・ルーミス、モダン・プリミティブ運動の中心人物
- ラバーン・G・サンダーズ、第二次世界大戦アメリカ空軍の将軍
- ジュリー・ソマーズ、女優
- ツイラ・ブロック、陶芸家